# بعثة تشالنجر

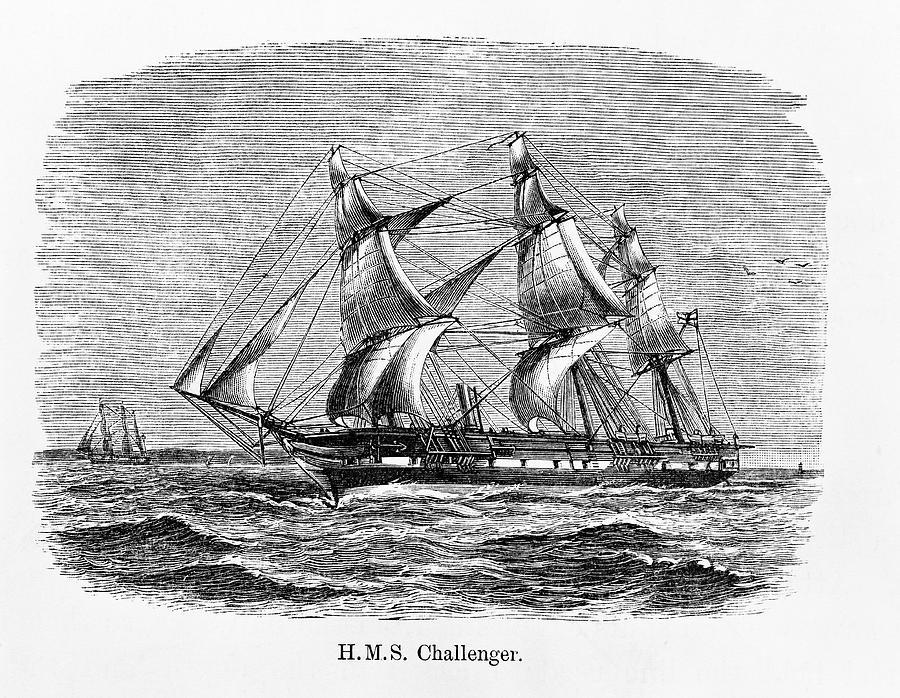
إتش إس إم تشالنجر في عام 1874.

كانت رحلة تشالنجر أو بعثة تشالنجر في الفترة ما بين 1872–1876 بمثابة مران علمي جعل العديد من الاكتشافات ترسي أساس علم المحيطات. سُميت البعثة لإسم السفينة التي تم الانطلاق بها وهي إتش إم إس تشالنجر.
قام تشارلز وايفل طومسون من جامعة إدنبرة ومدرسة قلعة ميرشستون بمساعدة الجمعية الملكية في لندن باستخدام تشالنجر من البحرية الملكية البريطانية وفي عام 1872 قاموا بتجهيز السفينة للمهام العلمية وتجهيزها بمختبرات منفصلة للتاريخ الطبيعي والكيمياء. الحملة بقيادة الكابتن جورج ناريس، أبحرت من بورتسماوث في إنجلترا، في 21 ديسمبر 1872. ضباط البحرية الآخرين شملت القائد جون ماكلير. تحت الإشراف العلمي لطومسون نفسه، قطعت السفينة نحو 70000 ميل بحري (130,000 كم) بهدف المسح والاستكشاف. وكانت النتيجة تقرير النتائج العلمية لرحلة استكشاف تشالنجر خلال السنوات 1873-76، والتي بين العديد من الاكتشافات الأخرى، تم أيضاً فهرسة أكثر من 4000 نوع غير معروف من قبل. ووصف جون موراي، الذي أشرف على النشر، التقرير بأنه «أعظم تقدم معرفي في كوكبنا منذ الاكتشافات المشهورة في القرنين الخامس عشر والسادس عشر». أبحرت تشالنجر بالقرب من أنتاركتيكا.
كان الهدف الرئيسي لرحلة تشالنجر هو القيام بدراسة شاملة عن أعماق المحيطات، ودرجات الحرارة للمياه المحيطية وطبيعة مياه البحر والكائنات البحرية، ودراسة الجزر النائية. جمعت هذه الرحلة معلومات هائلة عن البحار والمحيطات.
كانت السفينة مُجهزة بالأواني والصفائح لتحليل العينات، وكانت هذه الأواني مملوءة بالكحول للحفاظ على تلك العيّنات. كانت مُجهزة أيضاً بالمجاهر والأجهزة الكيميائية والجرافات وموازين الحرارة والبارومترات وزجاجات أخذ عينات المياه، ووصلات السبر، وأجهزة لجمع الرواسب من قاع البحر ورزم كبيرة من الحبال لتعليق المعدات في أعماق المحيط.
في جولتها التي يبلغ طولها 68,890 ميلاً بحريًا (127,580 كيلومترًا) حول العالم، التقطت 492 عينة من أعماق البحار، و 133 من الحفارة القاعية، و 151 شِباكاً في المياه المفتوحة، و 263 عملية رصد متسلسلة لدرجة حرارة المياه. كما تم اكتشاف حوالي 4700 نوع جديد من الحياة البحرية.
وشملت السفينة 21 ضابطا وحوالي 216 من أفراد الطاقم. وبحلول نهاية الرحلة، انخفض هذا العدد إلى 144 بسبب الوفيات وترك البعض منهم على الشواطئ بسبب المرض، والمغادرة المخطط لها.